# Alfredo Schiavo
Alfredo Schiavo (Padova, 2 marzo 1927 – Padova, 23 dicembre 2009) è stato un calciatore e dirigente sportivo italiano.
Era laureato in Economia e Commercio.

## Carriera

### Giocatore
Cresciuto nel settore giovanile del Padova, con il quale vince il campionato ragazzi nel 1941-1942, debutta in prima squadra a 18 anni contro il Parma nella stagione 1945-1946. L'anno successivo passa al Giorgione in Serie C. Torna al Padova nel 1947-1948. Gioca poi per altre due stagioni al Treviso prima di ritirarsi.

### Dirigente
Negli anni ottanta e novanta ha svolto diversi incarichi dirigenziali per il Padova tra cui quello di vice presidente durante il periodo di Marino Puggina.

## Palmarès

### Club

#### Competizioni nazionali
- Campionato italiano di Serie B: 1

Padova: 1947-1948
- Serie C: 1

Treviso: 1949-1950